# Супермен (альбом)
Супермен — четвёртый студийный альбом российского рок-музыканта Найка Борзова, выпущенный в январе 2000 года при участии лейбла «Снегири-музыка», с которым музыкант несколькими месяцами ранее подписал долгосрочное соглашение. В качестве продюсера выступил глава этой компании — Олег Нестеров.
Продвижение альбома на рынок началось за год до его выхода, когда на телеканалах страны появился клип на ироничную песню «Три слова», снятый под руководством Евгения Звездакова. За ним последовал видеоролик на второй хит диска — «Верхом на звезде», созданный при участии режиссёра Андрея Айрапетова. Весной 2000 года, уже после появления Супермена на прилавках, был снят ещё один клип, на «Последнюю песню» по идее Глеба Орлова. Эти три композиции оказались весьма популярными и принесли Найку Борзову известность в широких кругах — по сей день артиста ассоциируют именно с ними, а также с вышедшей на предыдущем альбоме «Лошадкой».
Логическим продолжением альбома можно считать ограниченное коллекционное издание под названием СупермEND, выпущенное в декабре того же года. На диске представлены все те же песни, выполненные, однако, в других аранжировках, присутствуют ремиксы, кавер-версии и одна новая, ранее не издававшаяся композиция «Ссора». Позже дорожка была включена в саундтрек к фильму «Даун Хаус», снятому в 2001 году Романом Качановым, в то время как клип на песню снял Фёдор Бондарчук, исполнитель главной роли данного фильма.
Итоговой чертой масштабного гастрольного тура, организованного в поддержку альбома, стал большой концерт, состоявшийся в марте 2001 года во Дворце культуры имени Горбунова. Примечательно, что там прозвучали малоизвестные широкой аудитории песни с ранних сольных альбомов Найка, а также песня «Мёртвой Мане» группы «Инфекция» в дуэте с Архипом Ахмелеевым. Незадолго перед концертом песню «Три слова» в течение двух часов обсуждали на пленарном заседании депутаты Госдумы РФ. В ответ Борзов лично пригласил спикера Госдумы на свой концерт. Вскоре после выступления компания «Снегири» выпустила VHS «Naik Borzov. СупермEND. Koнцерт в „Горбушке“». В фильме Феликса Зелинского, помимо концертных съемок, присутствует изобретательная анимация Андрея Врадия и Андрея Айрапетова, а также два клипа Найка Борзова — «Лошадка № 2» (ремикс «Видов рыб») и «Последняя песня».
В 2010 году альбом занял 37-е место в списке «50 лучших русских альбомов всех времен», составленном журналом «Афиша» по итогам опроса молодых российских музыкантов.

## Список композиций
Слова и музыка всех песен — Найком Борзовым..
| №  | Название             | Длительность |
| -- | -------------------- | ------------ |
| 1. | «Бардак в голове»    | 3:21         |
| 2. | «Верхом на звезде»   | 3:38         |
| 3. | «Супермен»           | 3:47         |
| 4. | «Три слова»          | 4:36         |
| 5. | «В будущем Луны»     | 4:35         |
| 6. | «Художник»           | 4:50         |
| 7. | «Загадка»            | 3:36         |
| 8. | «Последняя песня»    | 3:00         |
| 9. | «Виртуальная шарада» | 3:42         |

| №   | Название                                                                | Длительность |
| --- | ----------------------------------------------------------------------- | ------------ |
| 10. | «Три слова (DJ Groove Remix)»                                           | 4:51         |
| 11. | «Верхом на звезде (Shyzo Remix)»                                        | 4:27         |
| 12. | «Супермен (Х.. забей Remix)»                                            | 3:28         |
| 13. | «Верхом на звезде (Extended Sexy Mix)»                                  | 3:42         |
| 14. | «Супермен (скрытый трек, в конце Верхом на звезде (Extended Sexy Mix))» | ~3:28        |